# Новоермекеево
Новоермекеево (баш. Яңы Йәрмәкәй) — деревня в Ермекеевском районе Республики Башкортостан Российской Федерации. Входит в состав Спартакского сельсовета.

## География
Расстояние до:
- районного центра (Ермекеево): 14 км,
- центра сельсовета (Спартак): 9 км,
- ближайшей ж/д станции (Приютово): 24 км.

## Население
| 2002 | 2009 | 2010 |
| ---- | ---- | ---- |
| 103  | →103 | ↘85  |

Согласно переписи 2002 года, преобладающая национальность — башкиры (92 %).